# Kurt Ehrhardt
Pour les articles homonymes, voir Ehrhardt et Ehrhardt (nom de famille).
Kurt Ehrhardt, né à Francfort le 23 février 1900 et mort à Hanovre le 25 avril 1971, est un acteur de théâtre, télévision et cinéma allemand.

## Biographie
Kurt Ehrhardt a joué dans un grand nombre de téléfilms, et ce jusqu'à peu de temps avant sa mort. Il a travaillé comme acteur à Francfort, Wuppertal, Breslau, Cologne, Essen et Hambourg. En 1943, il entame des fonctions de direction, jusqu'à devenir en 1953 intendant général du Schauspiel Hannover (de). Il repose au cimetière de la ville d'Engesohde de Hanovre.

## Filmographie partielle
- 1961 : Le Miracle du père Malachias (Das Wunder des Malachias) de Bernhard Wicki